# Jules Écoutum
Jules Écoutum (Casey Coot en anglais) est un personnage fictif de bande dessinée de l'univers des canards de Disney. Il a été créé par Don Rosa pour lier Picsou à Donaldville.

## Histoire
Fils de Clinton Écoutum et frère de Grand-Mère Donald, il échoue à faire fortune pendant la ruée vers l'or au Yukon canadien. Il accompagna Picsou jusqu'à l'entrée de la caverne menant vers la vallée de l'Agonie blanche mais refusa de l'accompagner à cause de la légende qui racontait qu'un monstre vivait dans la caverne. Il resta néanmoins ami avec Picsou, le croisant quelquefois à Dawson City ou à Whitehorse, tout en continuant, comme Picsou à chercher de l'or mais sans parvenir à faire fortune, contrairement à son ami. Picsou étant détesté par tous les habitants de Dawson à cause de son avarice, on peut penser que Jules Écoutum était probablement son seul ami dans cette ville. Dans l'histoire Les Deux Cœurs du Yukon (Hearts Of The Yukon), c'est lui qui prévient Picsou que l'ancienne bande de Soapy Slick invente des méfaits sur lui à Sam Steele pour se venger et pour le faire arrêter. Comprenant qu'il risque de perdre sa concession s'il est arrêté par la police montée, Picsou s'enfuit de Dawson après avoir remercié Jules Écoutum. Plus tard dans la journée, lors d'un incendie, alors qu'il se trouvait dans un magasin, Jules Écoutum se prend un poteau sur un pied, ce qui l'empêche de s'enfuir. Il est alors en danger de mort, d'autant plus que des tonneaux de kérosène sont près de lui et prêts à exploser au contact du feu. Il appelle alors au secours. Picsou l'entend et le tire de ce pétrin, bien que cela lui fasse perdre du temps. Mais alors que les deux personnages sortent du magasin, Sam Steele les attend et essaye, comme il l'avait fait plus tôt dans l'histoire, d'arrêter Picsou mais c'est à ce moment que les tonneaux de kérosène explosent, ce qui provoque une explosion. Personne n'est blessé mais Picsou est projeté quelques mètres plus loin. C'est alors que Jules Écoutum décide de parler avec Steele et lui révèle que tous les crimes dont est accusé Picsou ne sont en réalité que des mensonges inventés par des bandits pour s'emparer de sa concession de la vallée de l'Agonie blanche. Steele décide alors de rattraper Picsou et assiste avec Jules Écoutum au sauvetage de Goldie O'Gilt par Picsou, ce qui achève de le convaincre que Picsou était innocent. Il décide par conséquent de rendre sa concession à Picsou. Grâce à son ami, Picsou peut alors rejoindre sa concession lavé de tout soupçon.  Pour pouvoir payer son retour dans son Calisota natal, il vend ses terres à Donaldville à Picsou, qui les lui paye 200 dollars, une somme suffisante pour rentrer chez lui. Cette propriété est constituée notamment de la colline de Killmule (plus tard renommée Killmotor, où Picsou bâtira son coffre-fort, le reste lui permettant d'ouvrir usines et entreprises.
Le petit-fils de Jules est Gus Glouton, un gentil et gourmand feignant qui travaille dans la ferme de Grand-Mère Donald dans les histoires en bande dessinée de Carl Barks.

## Apparition
En bande dessinée, Jules est apparu pour la première fois dans Dernier raid pour Dawson (Last sled to Dawson, 1988), puis dans trois épisodes de la Jeunesse de Picsou (n°8c et 10). Dans l'épisode 10, L'Envahisseur de Fort Donaldville (The Invader Of Fort Duckburg), Don Rosa révèle que Jules est le frère d'Elvire (connue sous le nom de Grand-Mère Donald).